# Fut i fejemøget
"Fut i fejemøget" är en sång skriven av John Mogensen, som spelade in den och gav ut den 1971. Ewert Ljusberg skrev en text på svenska som heter Sofia dansar go-go, vilken spelades in av Stefan Rüdén och blev en hitlåt på Svensktoppen 1972 -1973 .
Den svenskspråkiga texten tolkades även av dansbanden Larz-Kristerz på Stuffparty 3 2007 och av Scotts på albumet Längtan 2009 . I Dansbandskampen 2009 framfördes den av Torgny Melins. Det stockholmska folkpopbandet Tuk Tuk Rally framförde en cover av låten på skivan Även Vackra Fåglar Skiter som spelades in live på Totalgalan 18-19 oktober 1991 i Köping.